# Турбо-пуњење увод
Турбо-пуњење увод (енгл. Turbo-Charged Prelude) краткометражни је филм из 2003. године, режиран од стране Филипа Атвела. У овом филму је Пол Вокер репризирао своју улогу Брајана О’Конера, а филм повезује дешавања из прва два филма (Паклене улице и Паклене улице 2). Овај кратки филм био је укључен у DVD првог филма познатији као Tricked Out Edition, објављен 3. јуна 2003. да би се повезао са објављивањем другог филма.

## Радња
Брајан О’Конер (Пол Вокер) пакује кофере и напушта Лос Анђелес, пре него што је полиција Лос Анђелеса добила шансу да га ухапси због помоћи Доминику Торету (Вин Дизел) да побегне. ФБИ је покренуо националну потеру за њим, а Брајан је путовао широм Аризоне, Новог Мексика и Тексаса, побеђујући у свакој уличној трци у којој је учествовао, са својим црвеним Мицубишијем 3000GT. Међутим, он бива приморан да остави свој ауто испред мотела у Даласу када га је полиција приметила. Када су му узели ауто, он је успео да добије превоз од непознате жене, која није знала ко је он заправо. Оставила га је код места где се продају половни аутомобили и он је тада схватио да је она знала да је он тражен. Тамо, он купује зелени Нисан Скајлајн GT-R R34. Касније, када је сакупио новац од уличних трка, модификује свој ауто, купује нове фелне и фарба га у сиво, са плавим муња винилима на странама аутомобила, пре него што је отишао на исток и тамо побеђивао. Након доласка у Атланту, Џорџија, Брајан је кренуо ка Мајамију, Флорида, где је видео Слеп Џекову Тојоту Супру и Оринџ Џулијусову Мазду RX-7 (обојица ликови из филма Паклене улице 2) пре него што се на екрану појавило „Наставиће се...”.

## Улоге
| Глумац     | Улога                   |
| ---------- | ----------------------- |
| Пол Вокер  | Брајан О’Конер          |
| Минка Кели | Девојка (неприписано)   |
| Родни Нил  | Полицајац (неприписано) |